# Parelaphinis
Parelaphinis is een geslacht van kevers uit de familie bladsprietkevers (Scarabaeidae). Het geslacht werd voor het eerst wetenschappelijk beschreven in 1989 door Holm en Marais.

## Soorten
- Parelaphinis moesta (Gory & Percheron, 1833)